# Oneidové
Oneidové (Onyota'a:ka) nebo též „Lidé stojícího kamene“ jsou jedni z pěti (později šesti) kmenů zastoupených v tzv. Irokézské lize. Je to nejmenší irokézský kmen. Bydlel v jediné vesnici, sestávající z 60-100 „dlouhých domů“, která se nacházela poblíž jezera Oneida Lake v americkém státě New York. Mohawkové, kteří hovořili podobným dialektem, je nazývali „syny“. Na Konfederaci byli zastoupeni devíti náčelníky. V roce 1696 francouzsko-kanadská policie vypálila jejich vesnici a zásoby kukuřice a tak se kmen rozdělil na dvě skupiny: Oneidové (Hořejší tvrz) a Canowaroghere (Lebky na kůlech). Roku 1722 se k Canowarogherům připojil kmen Tuscarorů, který utekl ze Severní Karolíny, a spolu založili šestý kmen Konfederace (bez práva mít své zástupce na Velkém shromáždění). Oneidové nezůstali věrni Konfederaci a byli prakticky jediným kmenem Irokézů, který ve válce za nezávislost válčil na straně Američanů (Unie). S takovýmto postojem byli opakovaně napadáni ze strany rozhněvaných irokézských kmenů. Začátkem 19. století Oneidové prodali kmenová území a rozpadli se na několik skupin. Část z nich byla v rezervaci poblíž Thames River, Ontario, část byla přestěhována do Wisconsinu, poblíž zálivu Green Bay a část zůstala v New Yorku. Kmen Oneidů čítal 5.887 příslušníků v roce 1996.